# Marek Koter
Marek Mieczysław Koter (ur. 1 lipca 1937 w Łasku) – polski geograf, profesor nauk o Ziemi.

## Życiorys
Urodził się w rodzinie inteligenckiej. Jego ojciec Marian Koter był powstańcem i uczestnikiem konspiracji niepodległościowej, a matka Janina Bartuzel była urzędniczką i bibliotekarką. 
W 1954 rozpoczął studia na kierunku geograficznym w Uniwersytecie Łódzkim.  Na trzecim roku studiów zdecydował się specjalizować w zakresie kartografii, co wiązało się z koniecznością kontynuowania studiów w Uniwersytecie Wrocławskim. Rozprawę doktorską Geneza układu przestrzennego Łodzi przemysłowej obronił w 1967 na Uniwersytecie Łódzkim. PW 1974 uzyskał stopień doktora habilitowanego na podstawie pracy Morfogeneza wielkiego miasta na przykładzie Łodzi.
Specjalizuje się w geografii historycznej, geografii miast, geografii politycznej. W latach 1981–2007 pełnił  funkcję kierownika Katedry Geografii Politycznej i Studiów Regionalnych Uniwersytetu Łódzkiego. Był członkiem Komitetu Nauk Geograficznych Polskiej Akademii Nauk oraz Zespołu Kierunków Studiów Przyrodniczych Państwowej Komisji Akredytacyjnej.
Odznaczony m.in. Złotym Krzyżem Zasługi (1980), Krzyżem Kawalerskim (1990) i Krzyżem Oficerskim Orderu Odrodzenia Polski (2005), Medalem Komisji Edukacji Narodowej (1989), Medalem za Długoletnią Służbę (2010).

## Publikacje
- Studium wiedzy o regionie łódzkim: delimitacja potencjalnego obszaru województwa łódzkiego (1996), Łódź, ŁTN (wraz ze Stanisławem Liszewskim i Andrzejem Suliborskim)
- Łódź i region Polski Środkowej: podręcznik wiedzy o regionie dla liceów (1999), Łódź, Łódzkie Towarzystwo Naukowe (wraz ze Stanisławem Liszewskim i Andrzejem Suliborskim)
- Łódź i województwo: podręcznik dla gimnazjum (2002), Łódź, Łódzkie Towarzystwo Naukowe
- Wpływ wielonarodowego dziedzictwa kulturowego Łodzi na współczesne oblicze miasta (2005), Łódź, Wydawnictwo Uniwersytetu Łódzkiego